# Goin' Home
Goin' Home är ett samlingsalbum av den brittiska bluesrockgruppen Ten Years After utgivet 1975. Albumet är en sammanställning av bandets tre första år, från deras början på små brittiska klubbar till deras framgång på Woodstockfestivalen.

## Låtlista
Alla låtar är skrivna av Alvin Lee om inget annat anges.

### Sida A
1. "Hear Me Calling" - 5:42
2. "Going to Try" - 4:50
3. "Love Like a Man" - 3:05
4. "No Title" - 8:12

### Sida B
1. "I Woke Up This Morning" - 5:30
2. "Woodchoppers's Ball" (Joe Bishop/Woody Herman) - 7:52
3. "I'm Going Home" - 11:35